# Municipio de Wayne (condado de Owen)
El municipio de Wayne (en inglés: Wayne Township) es un municipio ubicado en el condado de Owen en el estado estadounidense de Indiana. En el año 2010 tenía una población de 1704 habitantes y una densidad poblacional de 29,71 personas por km².

## Geografía
El municipio de Wayne se encuentra ubicado en las coordenadas 39°22′46″N 86°40′29″O / 39.37944, -86.67472. Según la Oficina del Censo de los Estados Unidos, el municipio tiene una superficie total de 57.35 km², de la cual 57,28 km² corresponden a tierra firme y (0,12 %) 0,07 km² es agua.

## Demografía
Según el censo de 2010, había 1704 personas residiendo en el municipio de Wayne. La densidad de población era de 29,71 hab./km². De los 1704 habitantes, el municipio de Wayne estaba compuesto por el 98,47 % blancos, el 0,35 % eran afroamericanos, el 0,23 % eran amerindios, el 0,12 % eran asiáticos, el 0,06 % eran de otras razas y el 0,76 % eran de una mezcla de razas. Del total de la población el 0,65 % eran hispanos o latinos de cualquier raza.